# FOSSLC
Das Free and Open Source Software Learning Centre (kurz FOSSLC) ist eine unabhängige, gemeinnützige Organisation, die es sich zur Aufgabe gemacht hat, das Wissen und das Bewusstsein rund um Open-Source-Software und offene Standards zu verbreiten und Wissbegierigen die Möglichkeit zu geben, sich mit diesen Themen auseinanderzusetzen.
FOSSLC bietet hierzu Vortragsreihen und Workshops für Einsteiger und Fortgeschrittene, um in das Thema Open Source einzutauchen oder sich darin zu vertiefen.

## Hintergrund

### Ursprung
Ende 2007 stellte die Firma Ingres in Ottawa, Kanada ein junges Entwicklerteam zusammen, das sich mit der Implementierung von Geoinformationssystem-Datentypen (GIS) in das Datenbankmanagementsystem (DBMS) beschäftigen sollte. Der Großteil des Teams bestand zu diesem Zeitpunkt aus Universitäts-Praktikanten, für die die Arbeit in einem Open-Source-Umfeld völlig neu war. Als Vorbereitung auf die Projektarbeit organisierte der Manager des Teams, Andrew Ross, Trainingsmaterial zu Grundlagen von Linux bis Eclipse. Über Verbindungen zur Carleton University und dem Talent First Network wurde aus diesem Einführungskurs kurzerhand das erste Open-Source-Bootcamp zu dem alle eingeladen waren, die in das Thema Open Source hineinschnuppern wollten. Zur ersten Veranstaltung im Januar 2008 kamen so direkt mehrere Dutzend Teilnehmer und die Idee war geboren, das Open-Source-Bootcamp zu einer regelmäßigen Einrichtung auszubauen.

### Erfolg und Verbreitung
Die Idee von abendfüllenden Veranstaltungen, die Einsteigerwissen in komprimierter Form einem breiten Publikum vermitteln, war an der Carleton ein voller Erfolg und in kurzer Zeit folgten so fast monatlich weitere Bootcamps zu den unterschiedlichsten Themen rund um Open Source. 
Noch immer im Rahmen der Community-Arbeit der Firma Ingres expandierte das Open-Source-Bootcamp Ende 2008 in die USA, nach England und auch nach Deutschland, wo in Zusammenarbeit mit den anderen Standorten des Unternehmens lokale Veranstaltungen durchgeführt wurden. So etwa an der University of California, Berkeley und in Deutschland an der Technischen Universität Ilmenau.

### Vereinsgründung
Besonders nach der Veranstaltung in Berkeley mit seiner sehr starken Präsenz von Vorträgen durch Mitarbeiter von Ingres drohte das Open-Source-Bootcamp seinen Status als unabhängige Plattform zu verlieren. Um dem entgegenzuwirken, entschloss sich Andrew Ross Ende 2008 zur Gründung der Non-Profit-Organisation FOSSLC, oder auch Free and Open Source Software Learning Centre. Mit dieser Organisationsform gab er den Bootcamps den nötigen rechtlichen Rahmen und sicherte so deren Neutralität.
Aus denselben Gründen entstand auch in Deutschland im Frühjahr 2009 die Idee einer Vereinsgründung, die dann am 8. Juli 2009 an der TU Ilmenau erfolgte. Seit dem 18. September 2009 ist der deutsche Ableger des FOSSLC im Vereinsregister der Stadt Ilmenau eingetragen und als gemeinnützig anerkannt.